# Nilometer
Nilometer je bila zgradba za merjenje čistosti vode in vodostaja med letnimi poplavami Nila.
Obstajali so trije glavni tipi nilometetrov, umerjenih v egipčanskih vatlih: 
- navpični jašek,
- stopnišče, ki je vodilo do Nila, in
- globok vodnjak s prepustom.[1]

Nizki vodostaji Nila so povzročali lakoto, visoki pa uničenje namakalnih sistemov in polj. Na nilometrih so bile posebne oznake, kako visoka bi morala biti poplava, da bi polja dobila dobro zemljo.
Med julijem in novembrom je Nil v Egiptu prestopil bregove in poplavil bližnje ravnice. Septembra ali oktobra se je voda začela umikati v svojo strugo in na poljih pustila plast zelo rodovitnega  črnega mulja. Sezona poplav, egipčansko akhet, je bila eden od treh letnih časov, na katere so Egipčani delili svoja leta. 
Pomen letnih poplav za egipčansko civilizacijo je težko oceniti. Zmerne poplave so bile bistven del letnega poljedelskega cikla, manjše od običajnih so povzročale lakoto, prevelike pa so bile enako katastrofalne, ker so odplavile namakalno infrastrukturo. Zapisi za leta 622-999 n. št. kažejo, da so bile v tem obdobju poplave v povprečju vsako četrto leto (28 %, 102 leti) izven pričakovanj.
Sposobnost napovedovanja obsega prihajajočih poplav je bila del skrivnosti staroegipčanske  duhovščine. Napovedi  so imele veliko politično in upravno vlogo, ker so bile  osnova za  določale višine davkov in taks. Nilometer je bil orodje, s katerim je duhovščina vsak dan  opazovala vodostaj reke in napovedovala pričakovani prihod  poletne poplave.
Najenostavnejši nilometer je bil steber z oznakami višine vode, zabit v rečno dno. Razen takšnih enostavnih priprav so obstajali tudi dodelani in okrašeni nilometri, kakršnega je mogoče videti na otoku Roda sredi Kaira.  Zgrajen je bil leta 861 na ukaz abasidskega kalifa al-Mutavakila. Gradnjo je nadziral astronom Afragan. Nilometer stoji na mestu starejšega nilometra, ki ga je leta 830 uporabljal sirski pravoslavni patriarh Dionizij iz Tel Mahre.  Stari nilometer je leta 715 zgradil Usāma bin Zaid bin Adī, pooblaščen za pobiranje davkov na zemljišča (kharaj) v Egiptu v imenu omajadskega kalifa Sulejmana Abd-al-Malika.
Drug tip nilometra je tvorilo stopnišče, ki je vodilo do vode in imelo ob strani oznake za njeno višino. Najbolj znan tovrsten nilometer  je bil na otoku Elefantina v Asuanu. Njegovo stopnišče ima 52 stopnic. Lokacija tega nilometra je bila zelo pomembna, ker je Elefantina večino egipčanske zgodovine označevala južno mejo kraljestva in bila zato prva, kjer so opazili začetek letnih poplav.
Najbolj dodelan nilometer je vključeval kanal ali prepust, ki je vodil do obale reke in jo povezoval s pogosto zelo oddaljenim vodnjakom ali cisterno. Takšni nilometri so bili pogosto znotraj obzidja templjev, tako da so imeli dostop do njega samo svečeniki in vladarji.  Posebno lep primerek z globokim okroglim vodnjakom je v templju Kom Ombo severno od Asuana. Nilometre iz faraonskega obdobja so še naprej uporabljale kasnejše civilizacije. V rimskem obdobju je bilo zgrajenih tudi nekaj novih.